# Джанфісе Кеко
Джанфісе Кеко (алб. Xhanfise Keko; 27 січня 1928, Гірокастра, Албанія — 22 грудня 2007) — албанська кінорежисерка.
Джанфісе Кеко була одним із семи засновників кіностудії «Нова Албанія» (алб. Kinostudio "Shqiperia e Re"), тепер це «Албанія-Тирана». Також вона є першим режисером-жінкою. 1958 року у неї народився син, Теодор.
Джанфісе Кеко зняла близько 25 різнопланових фільмів між 1952 та 1984 роками. Дві її стрічки — «Бені ходить сам» (алб. Beni Ecën Vetë) та «Томка та його друзі» (алб. Tomka dhe shokët e tij) — отримали відзнаки на міжнародному кінофестивалі у Джиффоні. Вона була почесним президентом фестивалю «Джиффоні Албанія».
Джанфісе Кеко померла 22 грудня 2007 року.

## Фільмографія
- Taulanti kërkon një motër (1984)
- Një vonesë e vogël (1982)
- Kur xhirohej një film (1981)
- Partizani i vogël Velo (1980)
- Pas gjurmëve (1978)
- «Томка та його друзі» (алб. Tomka dhe shokët e tij) (1977)
- Malësorët pas komisarëve (1976)
- Tinguj lufte (1976)
- «Бені ходить сам» (алб. Beni Ecën Vetë) (1975)
- Për popullin, me popullin (1975)
- Reportazh nga Tropoja (1975)
- Qyteti më i ri në botë (1974)
- Mimoza llastica (1973)
- Kongresi i 6 PPSH (1972)
- Kryengritje në pallat (1972)
- Shkolla tingujt ngjyra (1972)
- ABC…ZH (1971)
- Nga festivali artistik i fëmijve (1969)
- Kalitemi nepërmjet aksioneve (1968)
- Lart flamujt e aksioneve (1968)
- Ato çajnë përpara (1967)
- Gra heroike shqiptare përpara (1967)
- Miqësi e madhe unitet luftarak (1966)
- Tregim për njerzit e punës (1963)
- Kongresi i 3 i PPSH (1952)